# Ustawa o języku polskim
Ustawa o języku polskim – polska ustawa, uchwalona przez Sejm RP, regulująca kwestię prawną związaną z językiem polskim.
Ustawa była wielokrotnie nowelizowana, czasami nawet kilka razy w tym samym roku. Wszystkie nowelizacje są omówione poniżej.

## Geneza
Pomysłodawcą ustawy o języku polskim był Walery Pisarek, który na I Forum Kultury Słowa w 1995 roku we Wrocławiu uzasadniał jej potrzebę obawami, że język polski może wkrótce przestać istnieć.
Jak się okazało, obawy te podzielały również niektóre inne osoby, patrz np.

Kto zagwarantuje, że po wejściu do Unii Europejskiej język polski nie stanie się jednym z dialektów lokalnych, takim jak łużycki czy kaszubski?

{{Cytat}} Linki zewnętrzne: "źródło".
Jan Miodek pisał:

Znaleźli się już prorocy, próbujący ustalić rok, w którym język polski przestanie istnieć. Mówi się o roku 2008, może 2012, a według bardziej optymistycznej wersji 2020.

Z poglądami Walerego Pisarka polemizował na Forum Kultury Słowa Zygmunt Saloni, ale jego głos przeszedł praktycznie bez echa.
Część autorów sugeruje, że odczucie silnego zagrożenia języka polskiego wynika po części z samej działalności popularyzatorskiej prowadzonej przez polonistów-preskryptywistów. Zdaniem Janusza S. Bienia stwierdzenia o zagrożonej polszczyźnie były całkowicie pozbawione podstaw. Według Tadeusza Piotrowskiego wykreowane zagrożenie wynika z podporządkowywania się tradycyjnym autorytetom polonistycznym (i przekonania, że mechanizmem języka „sterują” autorytety medialne czy instytucje), a także z charakteru polskiej polityki językowej, nastawionej na nieprzejrzystą, preskryptywną regulację języka. Autor uważa, że wpływ angielszczyzny nie stanowi poważnego zagrożenia dla języka ojczystego; ponadto język polski znajduje się w grupie 85 języków świata o największej liczbie użytkowników. 

## Projekty
Pierwszy projekt został przedstawiony przez Walerego Pisarka na Forum Kultury Słowa i opublikowany w cytowanym wyżej artykule w materiałach pokonferencyjnych. Projekt ten stanowił punkt wyjścia do prac prowadzonych w Ministerstwie Kultury. Jak Walery Pisarek informował o tym w wywiadzie, ponieważ uzgodnienia międzyresortowe i dyskusje w Radzie Legislacyjnej przy premierze się przeciągały, minister Zdzisław Podkański spowodował złożenie w październiku 1997 r. nieco zmienionego projektu jako projektu poselskiego posłów PSL (druk sejmowy nr 10). W pierwszym czytaniu 8 stycznia 1998 r. projekt został odrzucony i skierowany do kilku komisji sejmowych. Projekt rządowy został złożony w lipcu 1998 r. (druk sejmowy nr 561). Oba projekty były następnie omawiane wspólnie.

## Ustawa i jej nowelizacje

### Ustawa z 7 października 1999 r.
Ustawę przyjęto przy znaczącej liczbie głosów przeciwnych (w III czytaniu 200 głosów za, 179 przeciw, 15 wstrzymujących się).
Przyczyny jej wprowadzenia określono w preambule:
- język polski stanowi podstawowy element narodowej tożsamości i jest dobrem narodowej kultury
- ze względu na doświadczenie historii, kiedy walka zaborców i okupantów z językiem polskim była narzędziem wynaradawiania
- z powodu ochrony tożsamości narodowej w procesie globalizacji
- uznanie, że polska kultura stanowi wkład w budowę wspólnej, różnorodnej kulturowo Europy, a zachowanie tej kultury i jej rozwój są możliwe tylko poprzez ochronę języka polskiego.
- uznanie tej ochrony za obowiązek wszystkich organów i instytucji publicznych Rzeczypospolitej Polskiej i powinność jej obywateli.

#### Postanowienia ustawy
- przepisy ustawy obowiązują na całym terytorium Rzeczypospolitej Polskiej
- ustawa nie narusza praw mniejszości narodowych oraz nie gwałci prawa do wyznawania różnych kultów religijnych
- ochrona języka polskiego polega w szczególności na:
  - dbaniu o poprawne używanie języka i doskonaleniu sprawności językowej jego użytkowników oraz na stwarzaniu warunków do właściwego rozwoju języka jako narzędzia międzyludzkiej komunikacji
  - przeciwdziałaniu jego wulgaryzacji
  - szerzeniu wiedzy o nim i jego roli w kulturze
  - upowszechnianiu szacunku dla regionalizmów i gwar, a także przeciwdziałaniu ich zanikowi
  - promocji języka polskiego w świecie
  - wspieraniu nauczania języka polskiego w kraju i za granicą
- ustawa nadaje status urzędowy językowi polskiemu w:
  - konstytucyjnych organach państwa
  - organach jednostek samorządu terytorialnego i podległych im instytucji w zakresie, w jakim wykonują zadania publiczne
  - terenowych organach administracji publicznej
  - instytucjach powołanych do realizacji określonych zadań publicznych
  - organach samorządu innego niż samorząd terytorialny oraz organach organizacji społecznych, zawodowych, spółdzielczych i innych podmiotów wykonujących zadania publiczne

#### Ochrona prawna języka polskiego w życiu publicznym
- Podmioty wykonujące zadania publiczne na terytorium Rzeczypospolitej Polskiej dokonują wszelkich czynności urzędowych w języku polskim, chyba że przepisy szczególne stanowią inaczej.
- Umowy międzynarodowe zawierane przez Rzeczpospolitą Polską powinny mieć polską wersję językową, stanowiącą podstawę wykładni, chyba że przepisy szczególne stanowią inaczej.
- Języka polskiego używa się w obrocie prawnym na terytorium Rzeczypospolitej Polskiej pomiędzy podmiotami polskimi oraz gdy jedną ze stron jest podmiot polski. Dotyczy to w szczególności nazewnictwa towarów i usług, ofert, reklamy, instrukcji obsługi, informacji o właściwościach towarów i usług, warunków gwarancji, faktur, rachunków i pokwitowań.
- Posługiwanie się w obrocie prawnym na terytorium Rzeczypospolitej Polskiej wyłącznie obcojęzycznymi określeniami, z wyjątkiem nazw własnych, jest zakazane.
- Obcojęzyczne opisy towarów i usług oraz obcojęzyczne oferty i reklamy wprowadzane do obrotu prawnego muszą jednocześnie mieć polską wersję językową.
- Jeżeli stroną umowy, której wykonanie ma nastąpić na terytorium Rzeczypospolitej Polskiej, jest podmiot polski, umowę sporządza się w języku polskim.
- Język polski jest językiem nauczania oraz językiem egzaminów i prac dyplomowych w szkołach publicznych i niepublicznych wszystkich typów, w państwowych i niepaństwowych szkołach wyższych oraz w placówkach oświatowych i innych instytucjach edukacyjnych, chyba że przepisy szczególne stanowią inaczej.
- Napisy i informacje w urzędach i instytucjach użyteczności publicznej, a także przeznaczone do odbioru publicznego oraz w środkach transportu publicznego sporządza się w języku polskim.

Za naruszenie tych zasad grozi kara grzywny (art. 15); ta wersja ustawy pozwalała dodatkowo zasądzić nawiązkę w wysokości do 100 000 zł.
Powyższe postanowienia nie dotyczą:
- nazw własnych
- obcojęzycznych dzienników, czasopism, książek oraz programów komputerowych, z wyjątkiem ich opisów i instrukcji
- działalności dydaktycznej i naukowej szkół wyższych, szkół i klas z obcym językiem wykładowym lub dwujęzycznych, nauczycielskich kolegiów języków obcych, a także nauczania innych przedmiotów, jeżeli jest to zgodne z przepisami szczególnymi
- twórczości naukowej i artystycznej
- zwyczajowo stosowanej terminologii naukowej i technicznej
- znaków towarowych, nazw handlowych oraz oznaczeń pochodzenia towarów i usług.

#### Rada Języka Polskiego
Ustawa przewidziała także powołanie Rady Języka Polskiego, która ma mieć charakter instytucji opiniodawczo-doradczej w sprawach używania języka polskiego. Nie rzadziej niż co dwa lata Rada ma obowiązek przedstawiać Sejmowi i Senatowi sprawozdanie o stanie ochrony języka polskiego. Każdy organ może zasięgnąć opinii Rady w wypadku wystąpienia istotnych wątpliwości dotyczących użycia języka polskiego, opinia Rady może mieć formę uchwały. Producenci i importerzy mogą występować z wnioskami o pomoc w razie występowania wątpliwości co do użycia odpowiedniej formy językowej dla oznaczenia towarów lub usług o obcojęzycznych nazwach lub opisach.

### Nowelizacja z 31 marca 2000 r.
Jeszcze przed wejściem ustawy w życie została ona znowelizowana przez ustawę z dnia 31 marca 2000 r. o zmianie ustawy o radiofonii i telewizji i ustawy o języku polskim. Nowelizacja miała charakter formalny. Ustawa o języku polskim zmieniała obowiązującą wówczas ustawę o radiofonii i telewizji. Zmiany te zostały uwzględnione w nowej ustawie z 31 marca 2000 r., więc odpowiedni fragment (art. 17 pkt 1) ustawy o języku polskim stracił rację bytu. Chodziło o dodanie wymogu Nadawcy dbają o poprawność języka swoich programów i przeciwdziałają jego wulgaryzacji.

### Nowelizacja z 18 lipca 2002 r.
Ustawa z dnia 18 lipca 2002 r. o świadczeniu usług drogą elektroniczną zmodyfikowała art. 3 pkt 8 ustawy o języku polskim, który stwierdzał, że umowa sporządzona w języku obcym nie stanowi uprawdopodobnienia faktu dokonania czynności prawnej. W znowelizowanej wersji nie dotyczy to umów o świadczenie usług drogą elektroniczną zawartych z usługodawcą niebędącym podmiotem polskim.

### Nowelizacja z 11 kwietnia 2003 r.
Ustawa z dnia 11 kwietnia 2003 r. o zmianie ustawy o języku polskim dodała do ustawy obszerny rozdział Urzędowe poświadczanie znajomości języka polskiego, usuwając jednocześnie art. 3 ust. 3 stwierdzający, że sprawy te drogą rozporządzenia reguluje minister właściwy do spraw oświaty i wychowania.

### Nowelizacja z 2 kwietnia 2004 r.
Ustawa z dnia 2 kwietnia 2004 r. o zmianie ustawy o języku polskim dotyczyła kilku kwestii.

#### Art. 1
Pierwotny przepis (Przepisy ustawy dotyczą ochrony języka polskiego i używania go w działalności publicznej oraz w obrocie prawnym na terytorium Rzeczypospolitej Polskiej) został uściślony:

Przepisy ustawy dotyczą:

1) ochrony języka polskiego,

2) używania języka polskiego w realizacji zadań publicznych,

3) używania języka polskiego w obrocie oraz przy wykonywaniu przepisów z zakresu prawa pracy na terytorium Rzeczypospolitej Polskiej.

#### Art. 5
Pierwotny przepis (Podmioty wykonujące zadania publiczne na terytorium Rzeczypospolitej Polskiej dokonują wszelkich czynności urzędowych w języku polskim) został uzupełniony o oświadczenia woli.

#### Art. 7
Budzące wątpliwości sformułowanie języka polskiego używa się w obrocie prawnym przeredagowano:

Art. 7.1.

Na terytorium Rzeczypospolitej Polskiej w obrocie z udziałem
konsumentów oraz przy wykonywaniu przepisów z zakresu prawa pracy używa się języka polskiego, jeżeli:

1) konsument lub osoba świadcząca pracę ma miejsce zamieszkania na terytorium Rzeczypospolitej Polskiej w chwili zawarcia umowy oraz

2) umowa ma być wykonana lub wykonywana na terytorium
Rzeczypospolitej Polskiej.
Art. 7.2.

Na terytorium Rzeczypospolitej Polskiej w obrocie bez udziału
konsumentów używa się języka polskiego, jeżeli obrót ten jest
wykonywany przez podmioty, o których mowa w art. 4.

#### Dodany art. 7a
Artykuł ten zastępuje i uściśla postanowienie, że używanie języka polskiego dotyczy w szczególności nazewnictwa towarów i usług, ofert, reklamy, instrukcji obsługi, informacji o właściwościach towarów i usług, warunków gwarancji, faktur, rachunków i pokwitowań, które znajdowało się w art. 7. Na uwagę zasługuje zwłaszcza art. 7a pkt 3:

Nie wymagają opisu w języku polskim ostrzeżenia i informacje
dla konsumentów wymagane na podstawie innych przepisów, instrukcje obsługi oraz informacje o właściwościach towarów, jeżeli są wyrażone w powszechnie zrozumiałej formie graficznej…

#### Dodany art. 7b
Artykuł ten zastępuje i modyfikuje postanowienie (Kontrolę wykonywania obowiązków, o których mowa w ust. 1, 3 i 4, sprawuje Inspekcja Handlowa oraz Urząd Ochrony Konkurencji i Konsumentów.), które stanowiło wcześniej pkt 5 art. 7:

Kontrolę używania języka polskiego w zakresie, o którym mowa w art. 7 i 7a, sprawuje, odpowiednio do zakresu swoich zadań, Prezes
Urzędu Ochrony Konkurencji i Konsumentów, Inspekcja Handlowa oraz powiatowy (miejski) rzecznik konsumentów, jak również Państwowa Inspekcja Pracy.

#### Art. 8
Artykuł ten został doprecyzowany przez jawne wymienienie prawa pracy, a jednocześnie osłabiony przez pkt. 2 i 3:

2. Dokumenty, o których mowa w ust. 1, mogą być jednocześnie sporządzone w wersji lub wersjach obcojęzycznych. Jeżeli strony nie postanowiły inaczej, podstawą wykładni takich dokumentów jest ich wersja w języku polskim.
3. Umowa o pracę lub inny dokument wynikający z zakresu prawa pracy, a także umowa, której stroną jest konsument, mogą być sporządzone w języku obcym na wniosek osoby świadczącej pracę lub konsumenta, będącego obywatelem innego niż Rzeczpospolita Polska państwa członkowskiego Unii Europejskiej, pouczonych uprzednio o prawie do sporządzenia umowy w języku polskim…

Punkty te zostały potem uznane za niezgodne z Konstytucją – patrz niżej.

#### Art. 11
Wyliczenie okoliczności, do których nie stosuje się ustawy o języku polskim, zostało uzupełnione o punkt

norm wprowadzanych w języku oryginału zgodnie z przepisami o normalizacji

#### Art. 13
Do osób upoważnionych do występowania do Rady Języka Polskiego o sformułowanie opinii dodano m.in. Prezesa Urzędu Ochrony Konkurencji i Konsumentów oraz Głównego Inspektora Inspekcji Handlowej.

#### Art. 15
Opis działań podlegających karze grzywny dostosowano do wprowadzonych w ustawie zmian. Zlikwidowano możliwość orzekania nawiązki w wysokości do 100 000 zł z przeznaczeniem na Fundusz Promocji Twórczości.

### Nowelizacja z 6 stycznia 2005 r.
Ustawa z dnia 6 stycznia 2005 r. o mniejszościach narodowych i etnicznych oraz o języku regionalnym stwierdzenie zawarte w art. 2 pkt 2 ustawy o języku polskim, że ustawa nie narusza praw mniejszości narodowych i grup etnicznych uzupełnia o społeczności posługującej się językiem regionalnym.

### Nowelizacja z 27 lipca 2005 r.
Ustawa z dnia 27 lipca 2005 r. Prawo o szkolnictwie wyższym usunęła szkoły wyższe z art. 9 ustawy o języku polskim, który brzmiał pierwotnie: Język polski jest językiem nauczania oraz językiem egzaminów i prac dyplomowych w szkołach publicznych i niepublicznych wszystkich typów, w państwowych i niepaństwowych szkołach wyższych oraz w placówkach oświatowych i innych instytucjach edukacyjnych, chyba że przepisy szczególne stanowią inaczej.

### Wyrok Trybunału Konstytucyjnego z dnia 13 września 2005 r.
Wyrok Trybunału Konstytucyjnego z dnia 13 września 2005 r. sygn. akt K 38/04 stanowił, że cytowany wyżej art. 8 pkt 2 i 3 ustawy o języku polskim:
- jest niezgodny z art. 2 Konstytucji przez to, że narusza reguły prawidłowej legislacji,
- jest niezgodny z art. 76 Konstytucji przez to, że nie zapewnia należytej ochrony konsumentów i osób świadczących pracę przed nieuczciwymi praktykami rynkowymi.

Punkty te utraciły moc obowiązującą 30 czerwca 2006.

### Nowelizacja z 10 lipca 2008 r.
Ustawa z dnia 10 lipca 2008 r. o zniesieniu Głównego Inspektora Inspekcji Handlowej, o zmianie ustawy o Inspekcji Handlowej oraz niektórych innych ustaw usuwa odniesienia do Inspekcji Handlowej z ustawy o języku polskim.

### Nowelizacja z 27 sierpnia 2009 r.
Ustawa z dnia 27 sierpnia 2009 r. o zmianie ustawy o języku polskim koryguje błędy wytknięte w wyroku Trybunału Konstytucyjnego.

### Nowelizacja z 18 marca 2011 r.
Ustawa z dnia 18 marca 2011 r. o zmianie ustawy – Prawo o szkolnictwie wyższym, ustawy o stopniach naukowych i tytule naukowym oraz o stopniach i tytule w zakresie sztuki oraz o zmianie niektórych innych ustaw uzupełnia art. 11 pkt 3, mówiący o tym, że odpowiednie artykuły ustawy nie stosują się do działalności dydaktycznej i naukowej szkół wyższych, szkół i klas z obcym językiem wykładowym lub dwujęzycznych, nauczycielskich kolegiów języków obcych, a także nauczania innych przedmiotów, jeżeli jest to zgodne z przepisami szczególnymi, o studia doktoranckie i działalność naukową.

### Nowelizacja z 12 czerwca 2015 r.
Ustawa z dnia 12 czerwca 2015 r. o zmianie ustawy o języku polskim oraz ustawy o organizacji i funkcjonowaniu funduszy emerytalnych wprowadza nową wersją rozdziału 2a Urzędowe poświadczanie znajomości języka polskiego. Dodatkowo do ustawy z dnia 28 sierpnia 1997 r. o organizacji i funkcjonowaniu funduszy emerytalnych dodaje wymóg

Co najmniej dwie osoby wchodzące w skład zarządu towarzystwa, w tym prezes zarządu, muszą posiadać udowodnioną znajomość języka polskiego.

### Nowelizacja z 14 grudnia 2016 r.
Ustawa z dnia 14 grudnia 2016 r. – Przepisy wprowadzające ustawę – Prawo oświatowe zmieniła art. 11a ust. 4, dotyczący osoby mogącej uzyskać urzędowe poświadczenie znajomości języka polskiego jako obcego przez nadanie przepisowi następującego brzmienia:

4. Osoba, o której mowa w ust. 1, będąca absolwentem szkoły wyższej, która ukończyła studia w języku polskim, albo szkoły ponadgimnazjalnej lub szkoły ponadpodstawowej, która posiada świadectwo dojrzałości, działających w systemie edukacji Rzeczypospolitej Polskiej, po złożeniu wniosku i uiszczeniu opłaty za wydanie certyfikatu otrzymuje certyfikat bez konieczności zdawania egzaminu.

### Nowelizacja z 20 lipca 2018 r.
Ustawa z dnia 3 lipca 2018 r. – Przepisy wprowadzające ustawę – Prawo o szkolnictwie wyższym i nauce wprowadziła zmiany w związku z wejściem w życie Prawa o szkolnictwie wyższym i nauce.

### Nowelizacja z 23 stycznia 2020 r.
Ustawa z dnia 23 stycznia 2020 r. o zmianie ustawy o jakości handlowej artykułów rolno-spożywczych oraz niektórych innych ustaw wprowadziła kolejny organ kontroli używania języka polskiego w obrocie gospodarczym – Inspekcję Jakości Handlowej Artykułów Rolno-Spożywczych.

### Nowelizacja z 28 lipca 2023 r.
Ustawa z dnia 28 lipca 2023 r. o zmianie ustawy - Karta Nauczyciela oraz niektórych innych ustaw wprowadziła zmiany w zakresie certyfikatu poświadczającego znajomość języka polskiego jako obcego.

## Przepisy szczegółowe
Zgodnie z art. 5 ust. 1 ustawy o języku polskim

podmioty wykonujące zadania publiczne na terytorium Rzeczypospolitej Polskiej dokonują wszelkich czynności urzędowych oraz składają oświadczenia woli w języku polskim, chyba że przepisy szczegółowe stanowią inaczej.

Przepis ten znalazł zastosowanie m.in. w następujących ustawach:
- Prawo farmaceutyczne z 2001 r.
- Kodeks morski z 2001 r.
- Ustawa o produktach biobójczych z 2002 r.
- Ustawa o funduszach inwestycyjnych z 2004 r.
- Prawo telekomunikacyjne z 2004 r.
- Ustawa o bezpieczeństwie żywności i żywienia z 2006 r.
- Ustawa o wyrobach medycznych z 2010 r.
- Prawo lotnicze z 2002 r.

## Opinie
- Mariusz Kowalczyk: Język ustawowo niejasny. ComputerWorld, 2000-09-21. [dostęp 2016-11-30].

W podsumowaniu swojej opinii prawnicy z „Kuczek & Maruta” uznali, że terminy użyte w ustawie są nieprecyzyjne, a sama ustawa zawiera wiele błędów logicznych.

- Piotr Mostowik, Wojciech Żukowski: Ustawa o języku polskim. Komentarz. Warszawa: Wydawnictwo Prawnicze LexisNexis, 2001. ISBN 83-88296-99-X. Brak numerów stron w książce

- Ostateczne brzmienie ustawy jest rezultatem:
  - nietrafnych założeń…
  - rozwiązań prawnych nieodpowiadających tymże założeniom…
  - dziwnych uzasadnień do poprawek i przyjętych w ich następstwie rozwiązań nieodpowiadających tymże uzasadnieniom…
  - pomyłek…
  - niekonsekwencji…
  - niestarannego przygotowania regulacji mogącej oddziaływać na ponadpaństwowe stosunki prywatnoprawne…
  - braku dokładnej analizy skutków przyjętych regulacji dla pozycji prawnej stron umowy oraz dla pracy sędziów stosujących tak skonstruowane rozwiązania…

kontrowersyjność i szkodliwość zawartych w ustawie regulacji prywatnoprawnych jest oczywista i --- naszym zdaniem --- nadają się one jedynie do szybkiego uchylenia. Podobnie rzecz się ma z zupełnie oderwaną od rzeczywistości stosunków międzynarodowych regulacją języka umów międzynarodowych.

Ustawodawca polski, idąc za nie najlepszymi wzorami zagranicznymi, uchwalił ustawę w zamierzeniu chroniącą język polski, chociaż nie ma zgody, czy faktycznie język polski takiej ochrony potrzebuje. Przy okazji jednakże wprowadził do polskiego systemu prawnego wiele przepisów, które --- być może --- język polski chronią, ale jednocześnie utrudniają swobodę komunikacji między ludźmi, co stawia pod znakiem zapytania sens tworzenia takiego rodzaju regulacji.

- Paweł Czarnecki: Ustawa o języku polskim. Komentarz. Wyd. 1. Stan prawny na 15 lutego 2014 roku. Warszawa: Wydawnictwo Prawnicze LexisNexis, 2014. ISBN 978-83-278-0784-7. Brak numerów stron w książce

niezwłocznie po ukazaniu się ustawy w wielu czasopismach i przy okazji rozmaitych konferencji pojawiały się głosy, że ustawa jest niedopracowana, pełna sprzeczności, niepragmatyczna, a nierzadko można było usłyszeć, ze stanowi wręcz „bubel” legislacyjny. Wielokrotnie podnoszono, że kształt zaproponowanych w niej rozwiązań albo ma charakter marginalny, albo też zwyczajnie stanowi przykład martwych przepisów. Stanowiska te były prezentowane przez teoretyków, ale przede wszystkim przez osoby, które na co dzień stosują komentowane przepisy.